# Il giorno dell'incontro
Il giorno dell'incontro (Day of the Fight) è un film del 2023 scritto e diretto da Jack Huston, al suo esordio alla regia.

## Trama
Mike "The Irish" Flannigan è una vecchia gloria del pugilato, un ex campione del mondo dei pesi medi caduto in disgrazia, a causa dei suoi problemi legati all'alcolismo. Arrestato per guida in stato di ebrezza, dopo aver commesso un omicidio colposo, passa quasi 10 anni in prigione. All'uscita dal carcere tenta di riprendersi in mano la vita, cercando di riconnettersi con l'ex moglie Jessica e la figlia Sarah. Al famoso Madison Square Garden di New York torna a combattere sul ring promettendo, in caso di vittoria, di donare l'intera somma a Jessica e a Sarah.

## Produzione
Le riprese del film sono terminate nel luglio 2023.

## Distribuzione
Il film è stato presentato all'80ª Mostra internazionale d'arte cinematografica di Venezia il 5 settembre 2023 nella sezione Orizzonti Extra.

## Accoglienza

### Critica
- Sull'aggregatore Rotten Tomatoes il film riceve l'83% delle recensioni professionali positive con un voto medio di 6 su 10 basato su 6 critiche,[4] mentre su Metacritic ottiene un punteggio di 73 su 100 basato su 58 critiche.[5]

- La rivista Best Movie ha posizionato il film all'undicesimo posto dei migliori del 2023.[6]

## Riconoscimenti
- 2023 - Mostra internazionale d'arte cinematografica
  - Candidatura all'Audience Award - Armani Beauty (Orizzonti Extra)
- 2023 - Raindance Film Festival
  - Miglior attore a Michael Pitt
  - Candidatura al miglior regista a Jack Huston
- 2023 - Savannah Film Festival
  - Miglior regista esordiente a Jack Huston